# Oropallene minor
Oropallene minor là một loài nhện biển trong họ Callipallenidae. Loài này thuộc chi Oropallene. Oropallene minor được miêu tả khoa học năm 1963 bởi Clark.